# Anomodon minor
Anomodon minor är en bladmossart som beskrevs av Lindberg 1865. Anomodon minor ingår i släktet baronmossor, och familjen Thuidiaceae. Inga underarter finns listade i Catalogue of Life.